# Kurt Blavier
Kurt Blavier (* 9. Mai 1886 in Strasburg, Westpreußen; † 1938) war ein deutscher Politiker in Danzig und NS-Opfer.

## Leben
Kurt Blavier war der Sohn des Postsekretärs Eugen Blavier. Er besuchte das städtische Gymnasium in Danzig und studierte Kunstgeschichte, Volkswirtschaft und Rechtswissenschaft in Genf, Wien, München, Heidelberg, Leipzig, Berlin und Königsberg. Daneben unternahm er längere Studienreisen nach Italien, Frankreich und England. Er schloss das Studium 1910 mit dem Staatsexamen ab, war Einjährig-Freiwilliger und wurde von der Universität Würzburg zum Dr. jur. et rer. pol. promoviert. Im Ersten Weltkrieg diente er als Offizier. Nach dem Krieg wurde er Regierungsassessor und war drei Jahre lang Stellvertreter des Polizeipräsidenten in Danzig. Danach wurde er mit dem Titel eines Regierungsrat verantwortlich für die Demobilmachungsgeschäfte des Senats.
Politisch gehörte er der Deutsch-Danziger Volkspartei (DVP) an und war 1924 bis 1937 Landtagsabgeordneter im Volkstag in Danzig. 1931 bis 1933 gehörte er dem Senat Ziehm als ehrenamtlicher Senator für Betriebe, Verkehr und Arbeit an. Er war Vorsitzender des Danziger Haus- und Grundbesitzervereins. Am 28. Mai 1937 wurde er wegen eines Artikels mit dem Titel „Traumtänzer“ im Mitteilungsblatt des Vereins „Die Neue Zeit“ festgenommen und mindestens bis Februar 1938 in „Schutzhaft“ genommen. Er wurde in der Haft zum Mandatsverzicht gezwungen und kam ums Leben. Die Zeitschrift wurde für acht Monate verboten.
Nachrücker im Landtag wurde der Professor an der TH Danzig, Alfred Kalähne. Aus Angst vor den Nationalsozialisten (seine Frau Anne war auch Landtagsabgeordnete gewesen und 1933 verhaftet worden) nahm er das Mandat nicht an. Nachrücker war  Paul Jonas. 